# مراکش (شهر)
شهر مراکش (به بربری: ⵎⵕⵕⴰⴽⵛ) یکی از شهرهای کشور مراکش و مرکز استان مراکش تانسیفت الحوز است. 
مراکش چهارمین شهر بزرگ پادشاهی مراکش است. مراکش در سال ۱۰۷۰ میلادی توسط یوسف بن تاشفین (که اولین پادشاه سلسله مرابطون بود) تاسیس شد. مراکش پایتخت یک امپراتوری بزرگ بود که مرزهایش از اندلس (اورپا جنوبی) تا سودان (آفریقای جنوب صحرا) امتداد داشت.
ریشه شناسی کلمه "مراکش" مورد بحث قرار گرفته است. به طور کلی، اعتقاد بر این است که معنای کلمه "مراکش" از جمله بربری "امُرْ نْ اکُشْ" ب معنای "سرزمین خدا" آمده است. 
مراکش به خاطر مکانهای دیدنی توریستی و مذهبی‌اش، مانند مسجد الکتبیه، قصر البدیع، میدان جامع الفنا، و باغهای المناره شهرت دارد. 

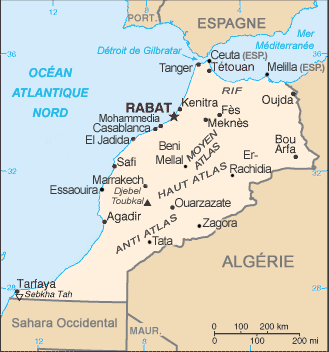

بدلیل قرمز بودن تمامی ساختمانها و بناها در این شهر، شهر مراکش با نام شهر سرخ (حمرا) نیز شناخته می‌شود.
مرکز شهر با نام Medina of Marrakesh
تحت شماره N۳۱ ۳۸ W۰۸ ۰۰ تاریخ ثبت: ۱۹۸۵ جزو مناطق تحت حمایت یونسکو به ثبت رسیده است.

## شهرهای خواهر خوانده
- گرانادا, اسپانیا
- مارسی, فرانسه
- تیمبوکتو, مالی
- اسکاتسدیل, آریزونا, ایالات متحده

## نگارخانه

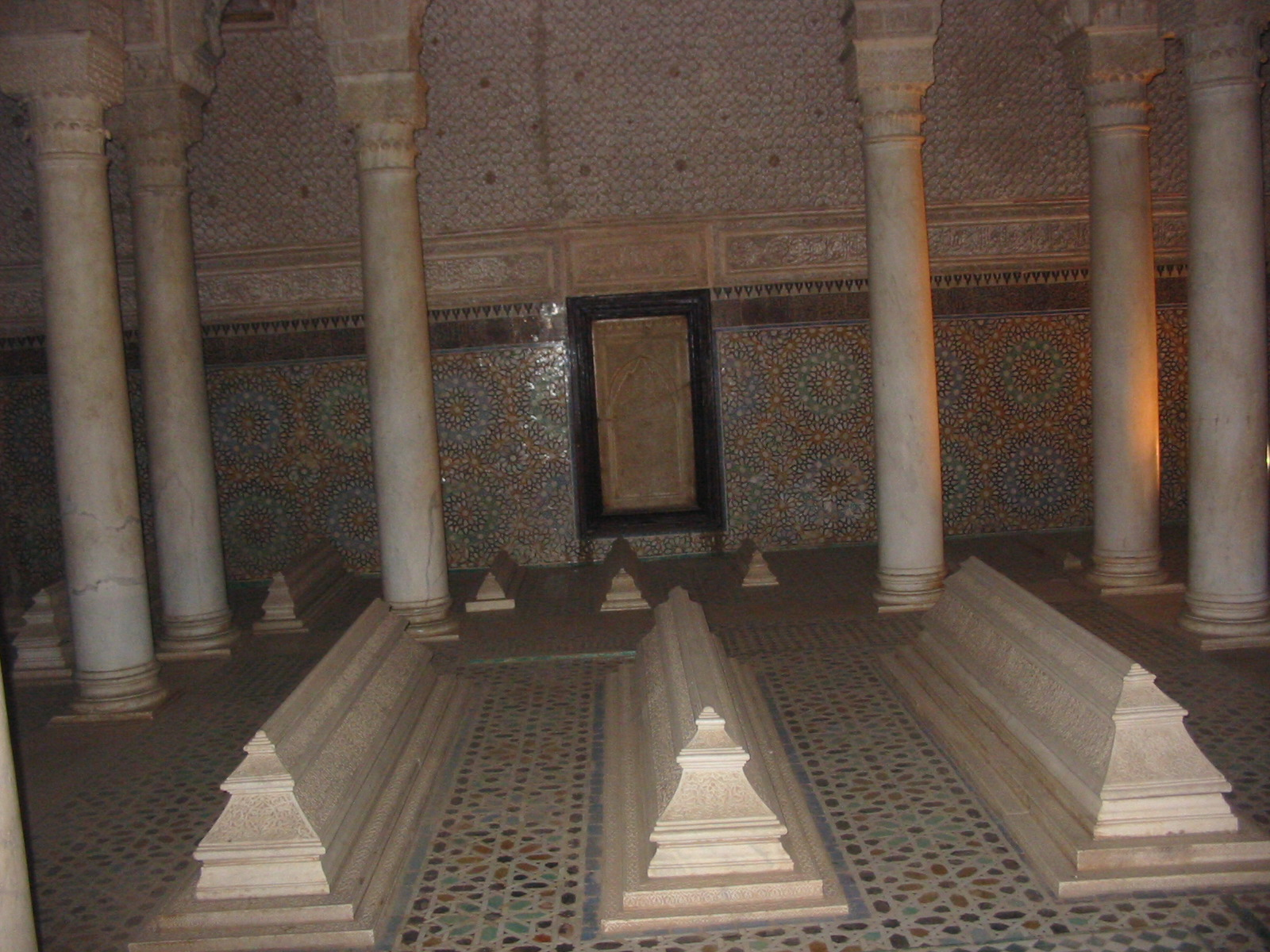
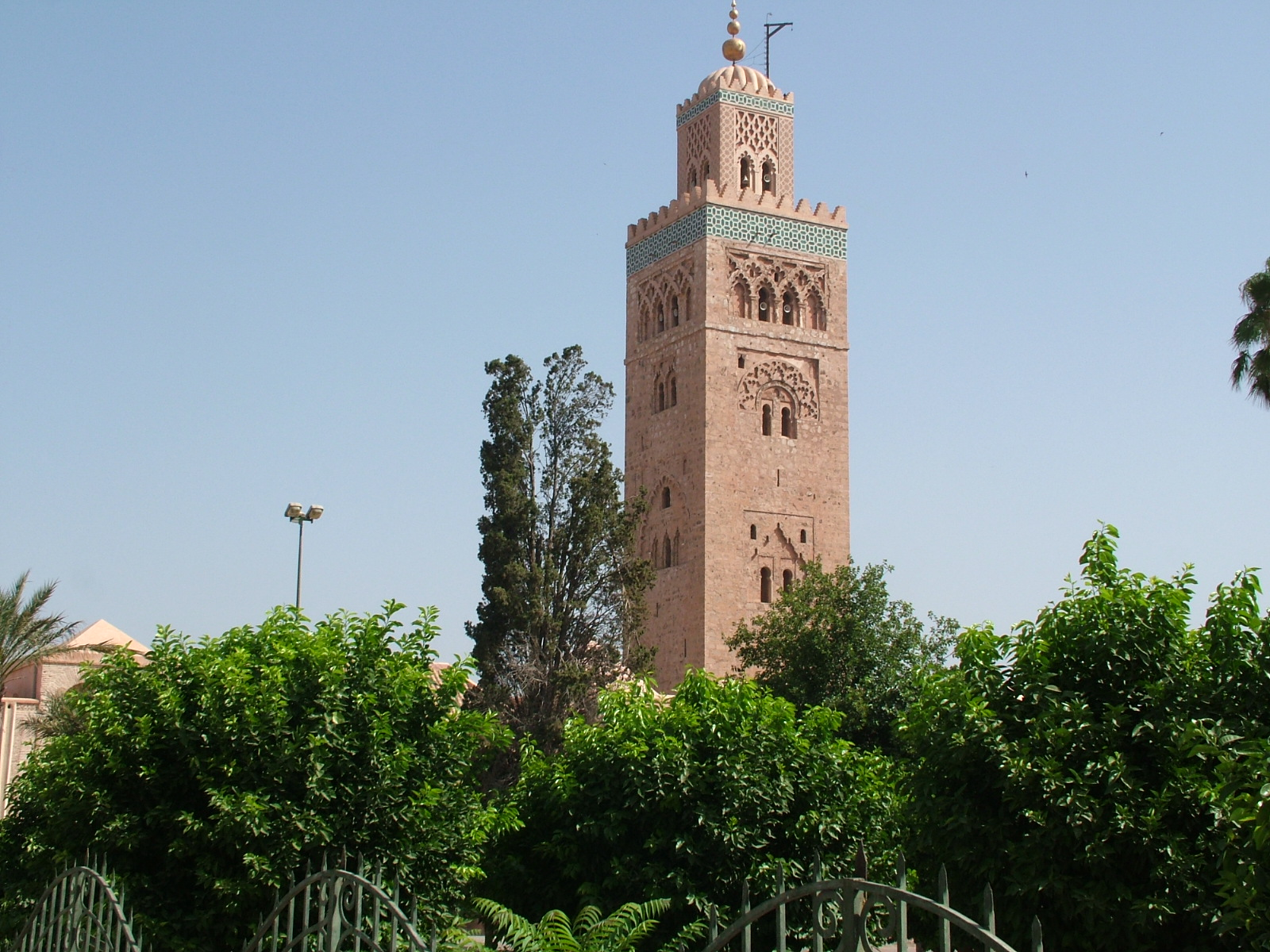
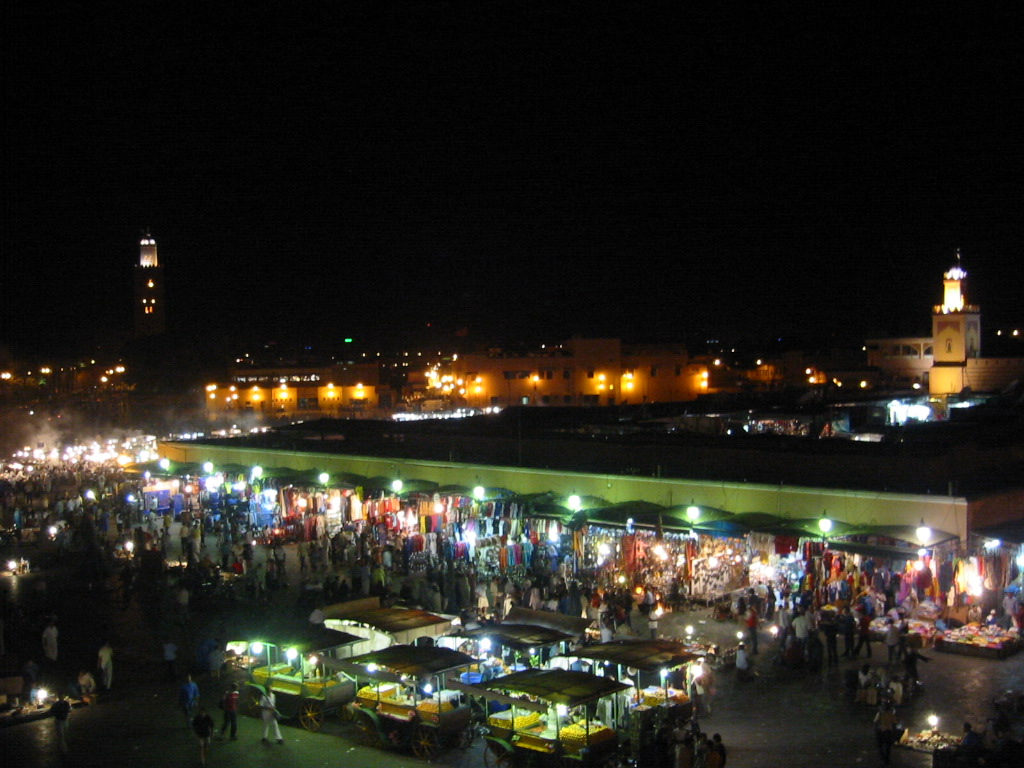
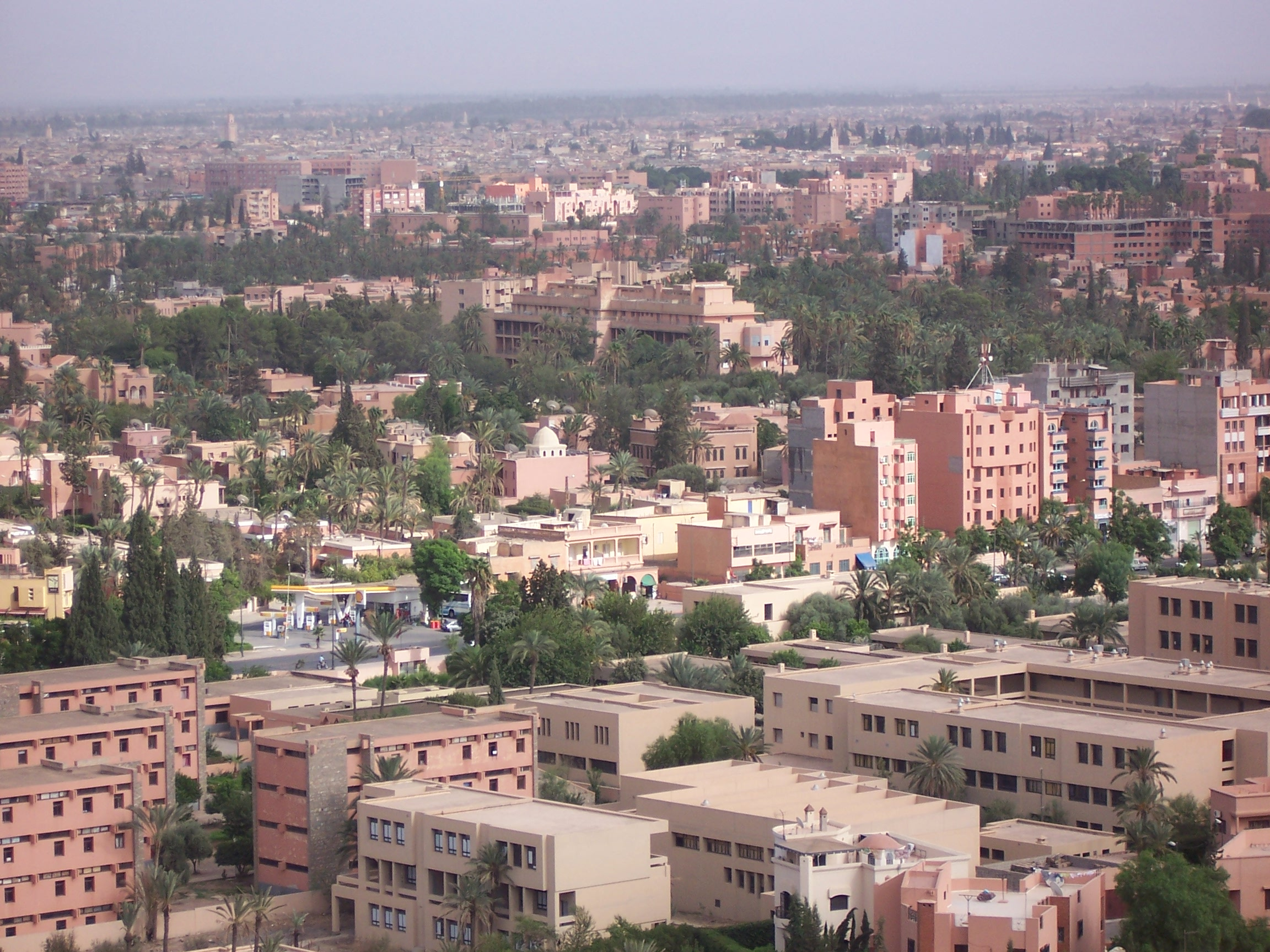
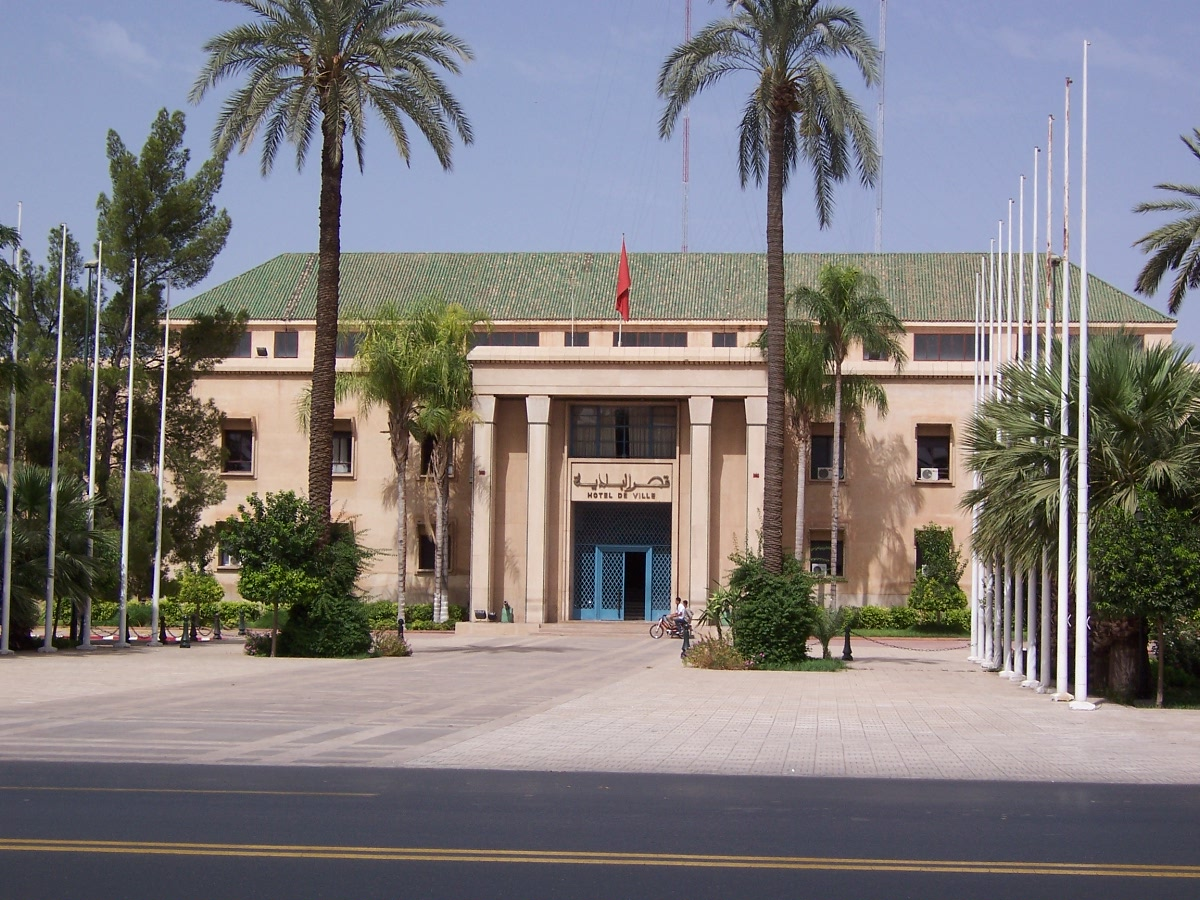
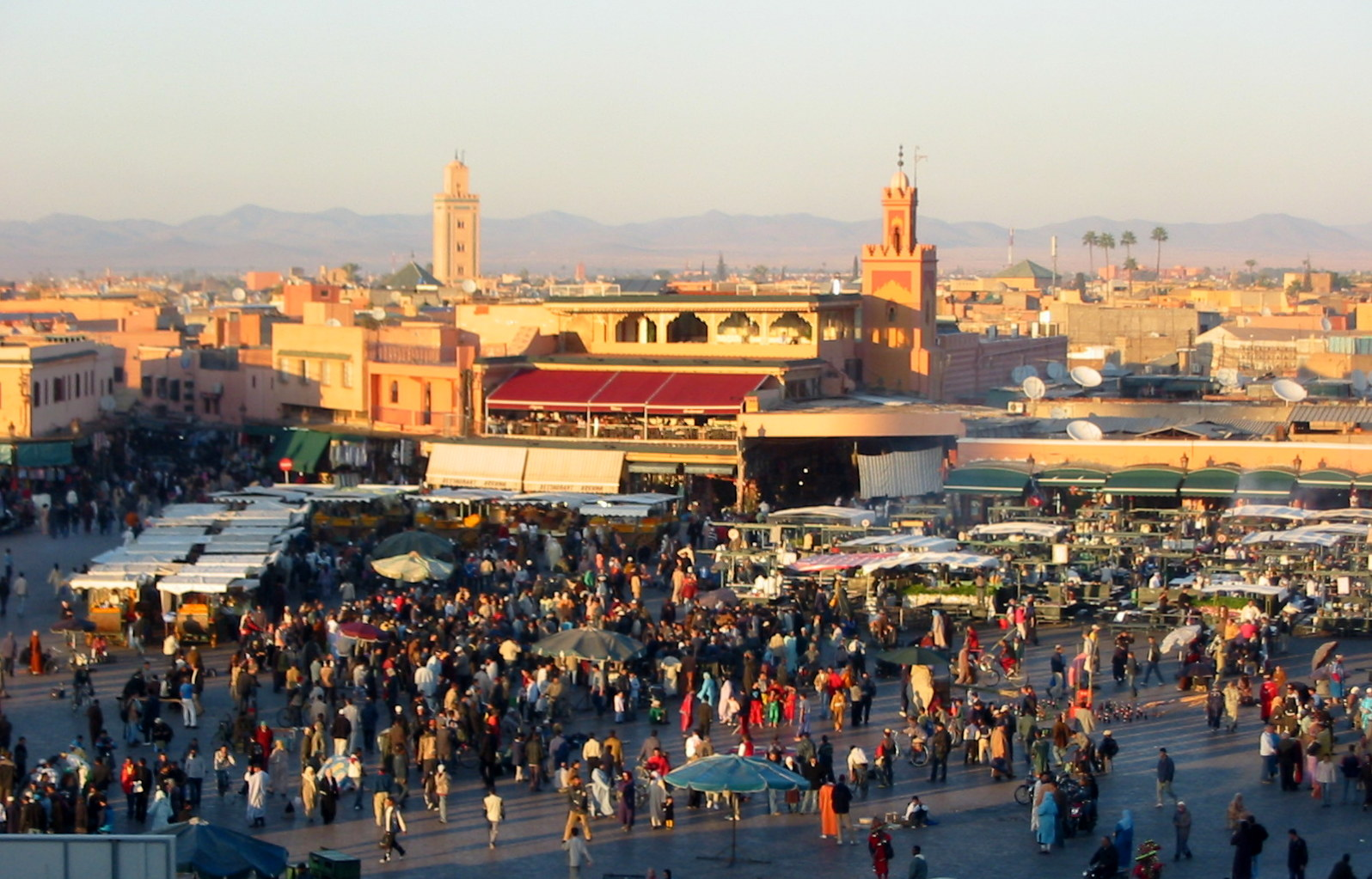
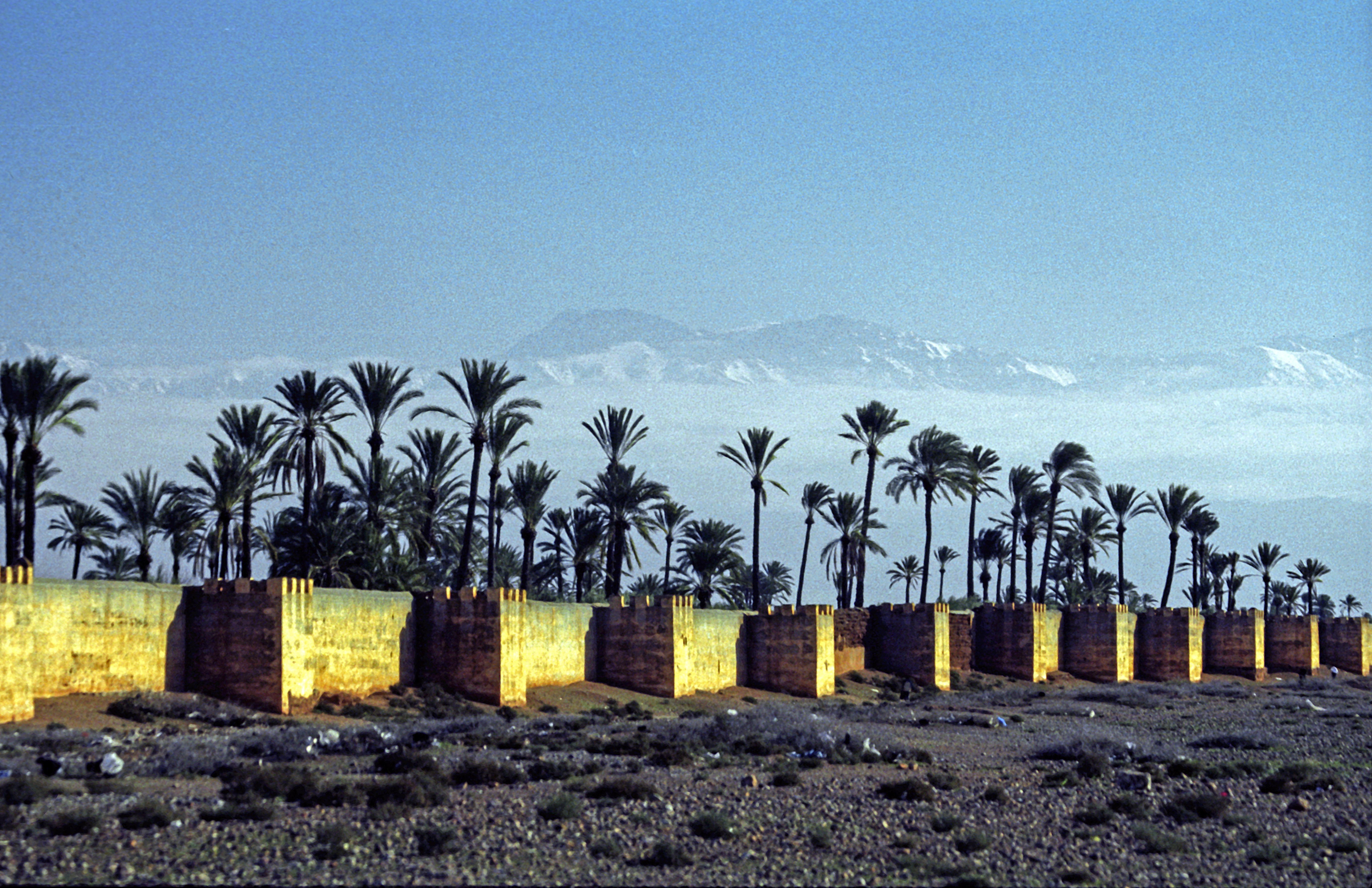
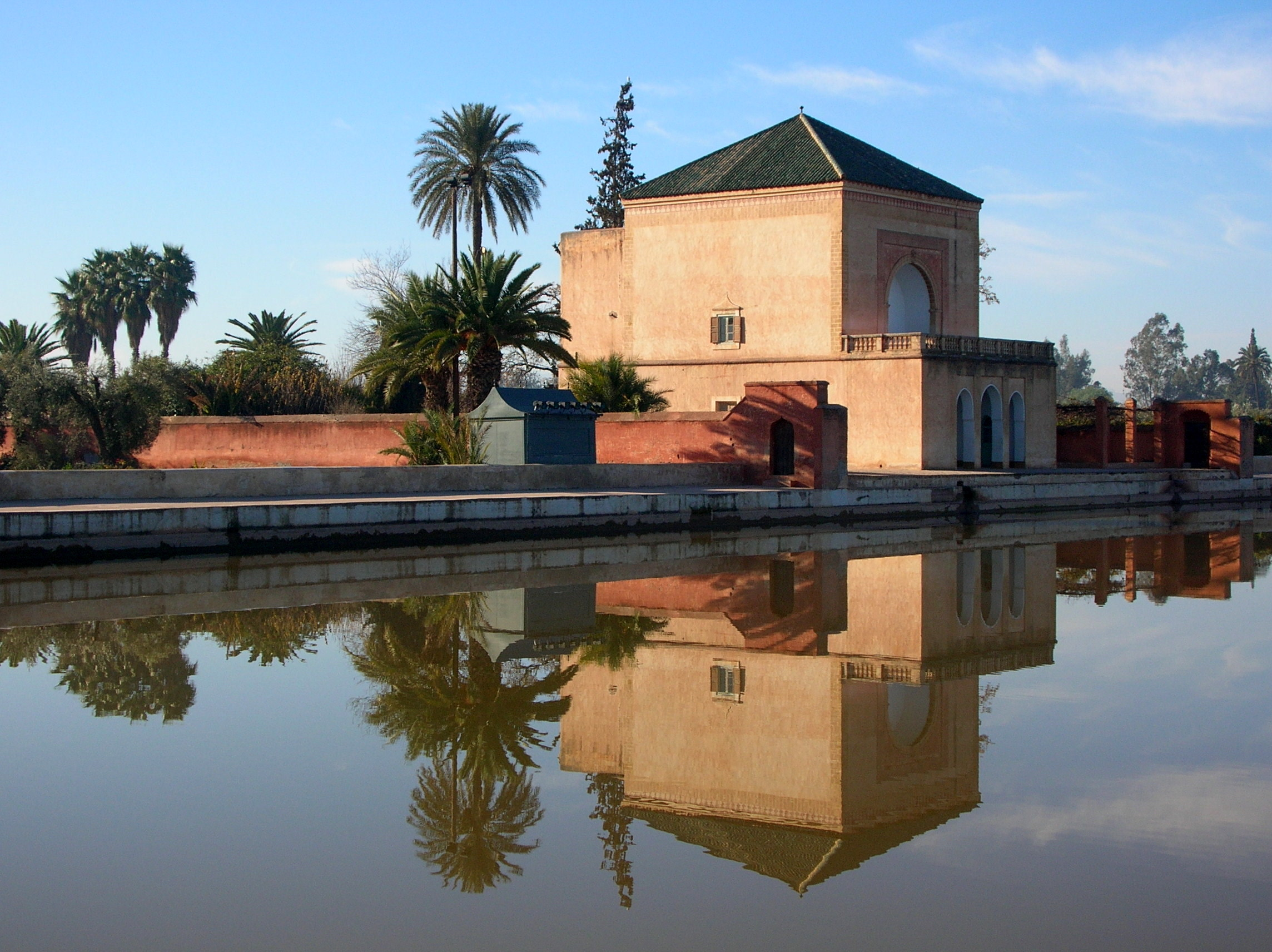
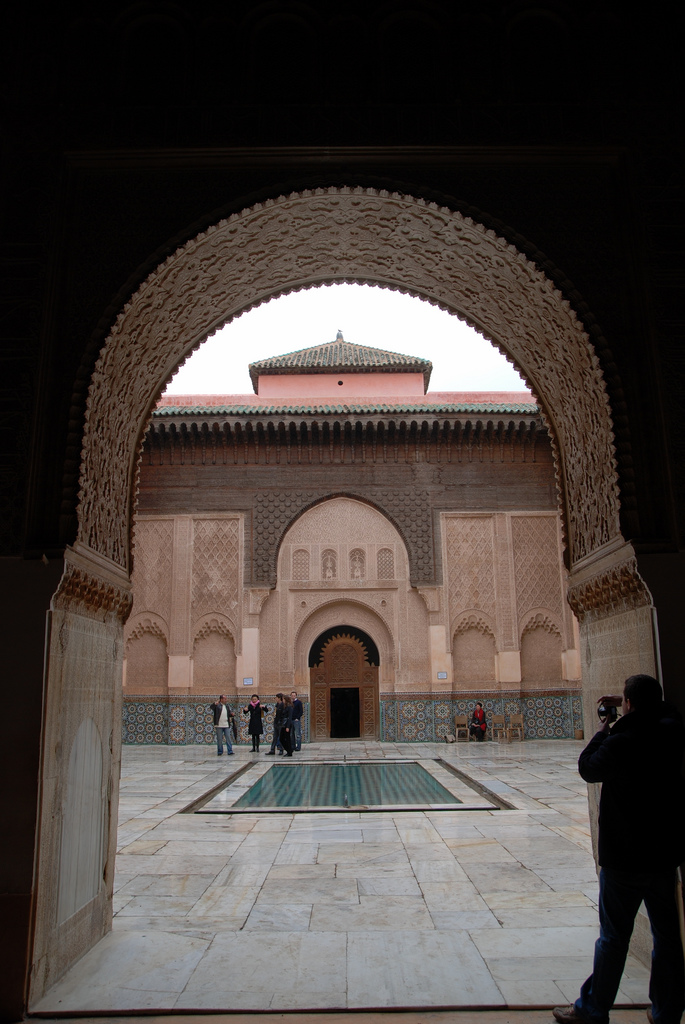